# Chữ Hán phục hoạt
Chữ Hán phục hoạt (Chữ Hán: 𡨸漢復活) là cơ hội xem xét lại sử dụng chữ Hán của các nước Khu vực văn hóa chữ Hán mà ban đầu được sử dụng chữ Hán nhưng bãi bỏ chữ Hán. Bài viết này chủ yếu sẽ mô tả tình hình ở các nước đã bãi bỏ chữ Hán như Triều Tiên và Việt Nam, và các nước có độ phổ cập thấp của chữ Hán như Hàn Quốc.